# Jezioro Kompienga
Kompienga – zbiornik zaporowy w prowincji Kompienga, w południowo-wschodniej Burkinie Faso. Zapora Kompienga została wybudowana w latach 1985–1988.
Stworzenie zbiornika spowodowało masową imigrację do miejscowości położonych na brzegu jeziora. Głównym czynnikiem było uniezależnienie się społeczności rolniczych od ryzyka suszy.